# Мармурова кішка
Мармурова кішка (Pardofelis marmorata) — дика кішка Південно-Східної Азії з підродини малих кішок (Felinae). Характеризується довгим хвостом, розміром трохи більшим за домашню кішку й візерунком хутра, що нагадує димчастого леопарда. Це деревний, солітарний, територіальний вид, який мешкає в тропічних лісах.

## Таксономія
Деякий час її вважали лінією великих кішок. А саме, через спорідненість у візерунку хутра і дещо збільшені верхні ікла мармурову кішку розміщали в один рід з димчастим леопардом (Corbett & Hill, 1992). Проте дослідження ДНК вказують, що мармурова кішка належить до лінії родоводу, до якої також належать Азійська золотиста кішка (Catopuma temmincki) і Гніда кішка (Catopuma badia). Спільний прабатько названих трьох видів жив приблизно 5.41 мільйона років тому.
Філогенетичне древо родів Pardofelis і Catopuma

|  | Pardofelis marmorata                                                  |
|  |                                                                       |
|  | \| \| Catopuma temmincki \| \| \| \| \| \| Catopuma badia \| \| \| \| |
|  |                                                                       |
|  | Catopuma temmincki                                                    |
|  |                                                                       |
|  | Catopuma badia                                                        |
|  |                                                                       |

|  | Catopuma temmincki |
|  |                    |
|  | Catopuma badia     |
|  |                    |

## Зовнішній вигляд
Мармурові кішки трохи більші за домашніх кішок, вагою 2—5 кг. Їх довжина становить близько 55 см, не враховуючи 50-сантиметрового хвоста. Висота в холці від 35 до 55 см. Ноги гнучкі й досить короткі, але ступні великі з великими подушечками. Очі бурштинові або золотисті, вуха малі й округлі. Очі оточені кільцями кольору слонової кістки. Ікла довгі у порівнянні з розміром тіла. Хутро густе й м'яке. Візерунок хутра нагадує димчастого леопарда: на жовтому тлі видніються великі чорні, нерівномірно окреслені плями, внутрішня частина яких світліша за краї. Нижні частини тіла світліші. По будові тіла мармурові кішки схожі поширеним в тих же краях далекосхідними котами, хоча близької спорідненості між обома видами немає. Часто мармурові кішки перебувають в положенні з опуклою спиною.

## Ареал
Мармурові кішки мешкають в континентальній Південно-Східній Азії, в східних Гімалаях, на Суматрі й Борнео. Їх безпосередньою сферою проживання є вологі тропічні ліси. Хоча насправді цей вид був записаний в широкому діапазоні середовищ існування від рівня моря до 3000 метрів. Місця проживання включають змішані листяно-вічнозелені ліси, вторинні ліси, вирубки, ліс після вирубок, і кам'янисті чагарники. Країни проживання: Бутан; Бруней-Даруссалам; Камбоджа; Китай; Індія; Індонезія (Калімантан, Суматра); Лаос; Малайзія (півострів Малайзія, Сабах, Саравак); М'янма; Непал; Таїланд; В'єтнам.
- Підвид Pardofelis marmorata marmorata (Martin, 1836) — живе на Малайському півострові, Суматрі, Борнео, на півночі М'янми.
- Підвид Pardofelis marmorata charltoni (Gray, 1846) — живе в північній частині М'янми, Сіккімі, Дарджилінгу та Непалі.

## Спосіб життя
Мармурова кішка — нічний мисливець. На відміну від бенгальської кішки, яка живе на землі, мармурова пересувається в основному по гіллю дерев, і так обидва види не складають один одному особливої конкуренції.

## Харчування
Мармурова кішка харчується гризунами, особливо з родини вивіркових, а також жабами, птахами й комахами.

## Відтворення
Вагітність, за оцінками, триває десь між 66 і 82 днів. Очі кошенят повністю відкриті у близько 16 днів, і вони зможуть ходити у 22 дні. Менш ніж 100 грамів при народженні, вони швидко розвиваються. Молодь досягає статевої зрілості у 21—22 місяці, одна особина в неволі дожила до 12 років і трьох місяців.

## Загрози та охорона
Головною загрозою для мармурової кішки є знеліснення. Мармурова кішка внесена до Додатка I CITES. Полювання на неї заборонена в країнах: Бангладеш, Китай (тільки у провінції Юньнань), Індія, Малайзія, Індонезія, М'янма, Непал і Таїланд. Мармурову кішку рідко можна побачити в зоопарках і вона погано розмножується в неволі.
Цей вид знаходиться на межі вимирання і занесений в Міжнародну Червону книгу.

## Галерея

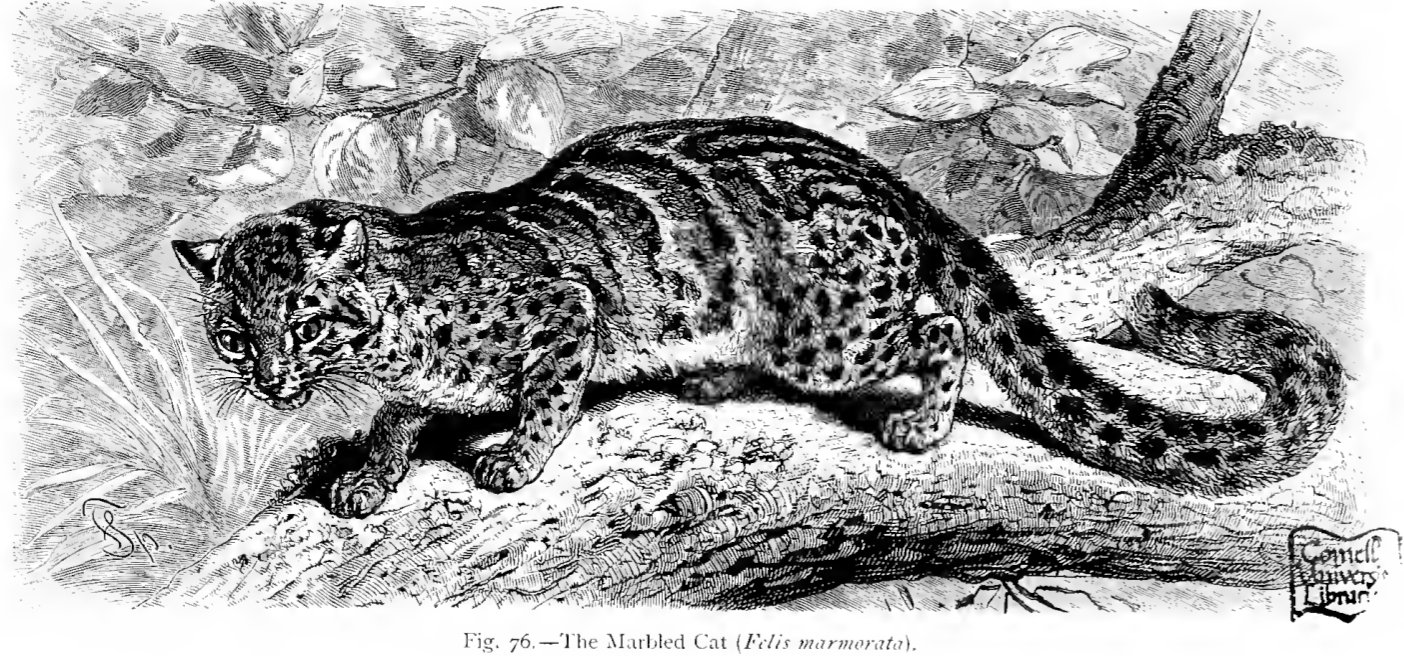
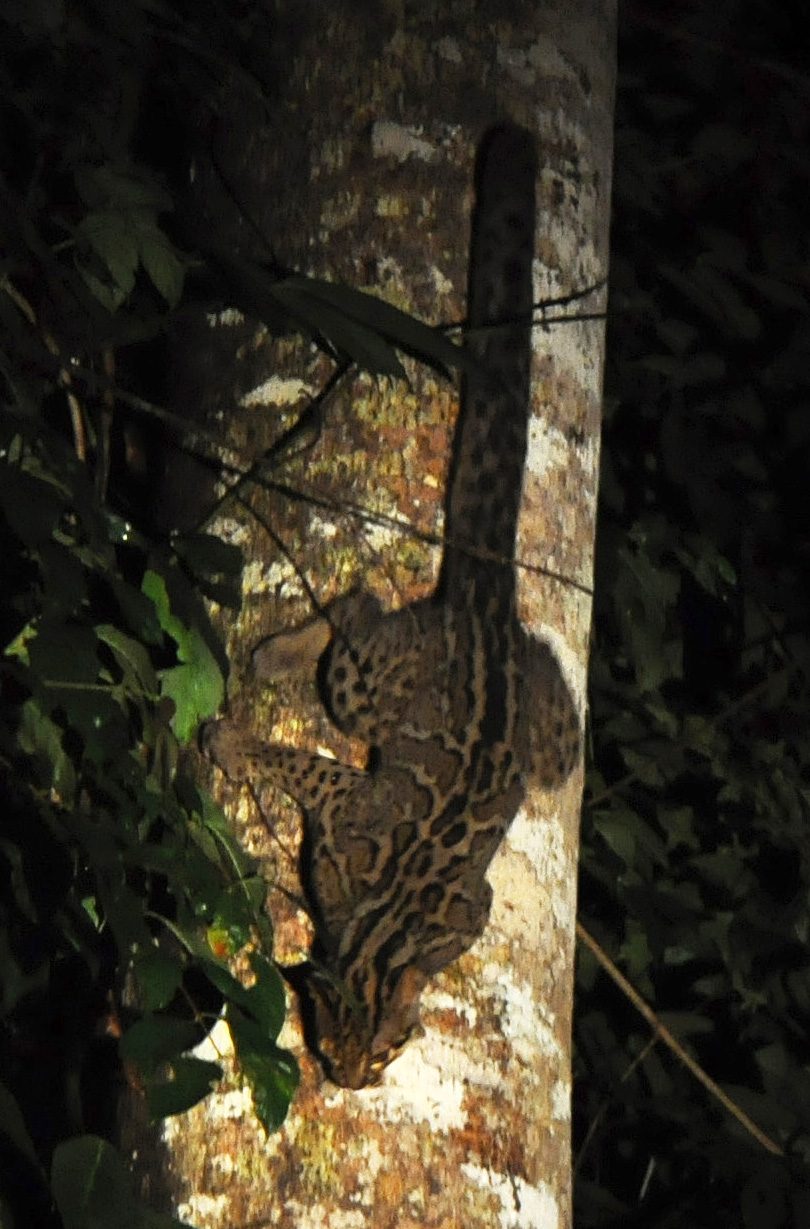
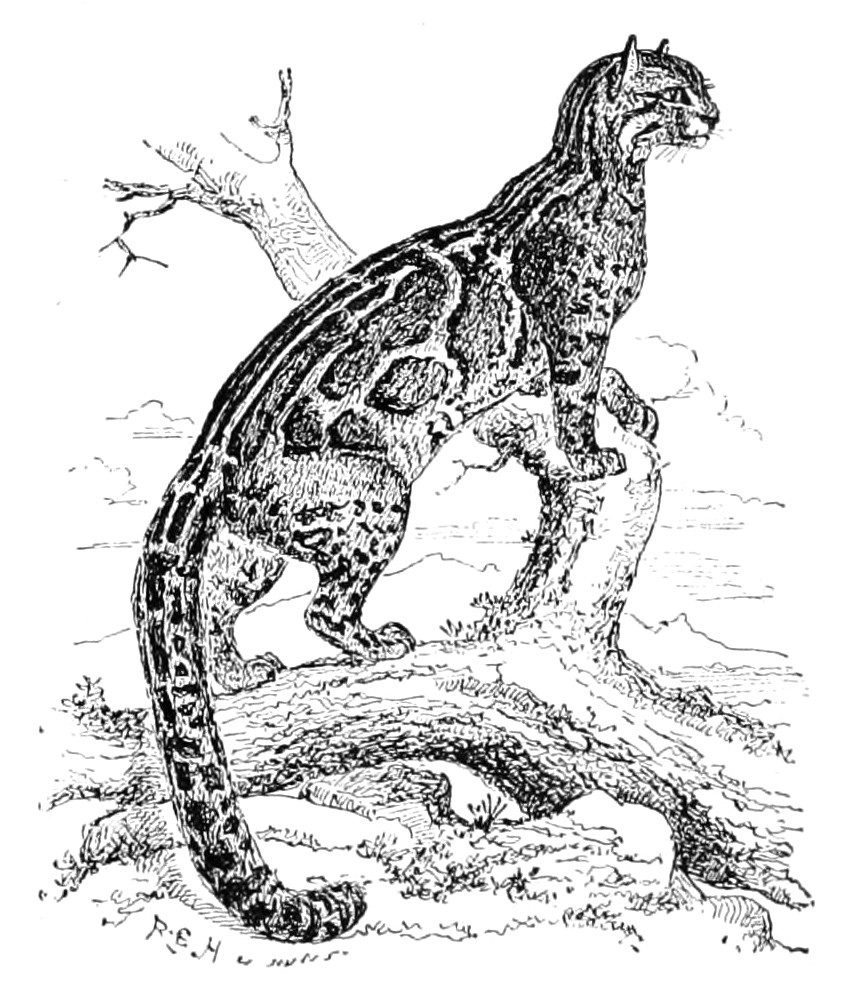
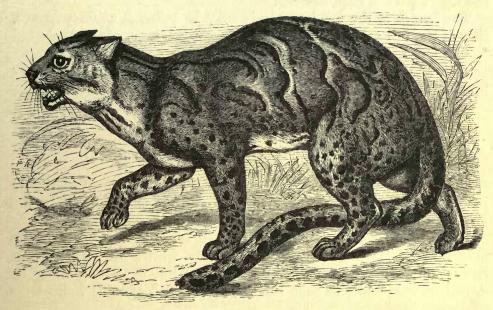
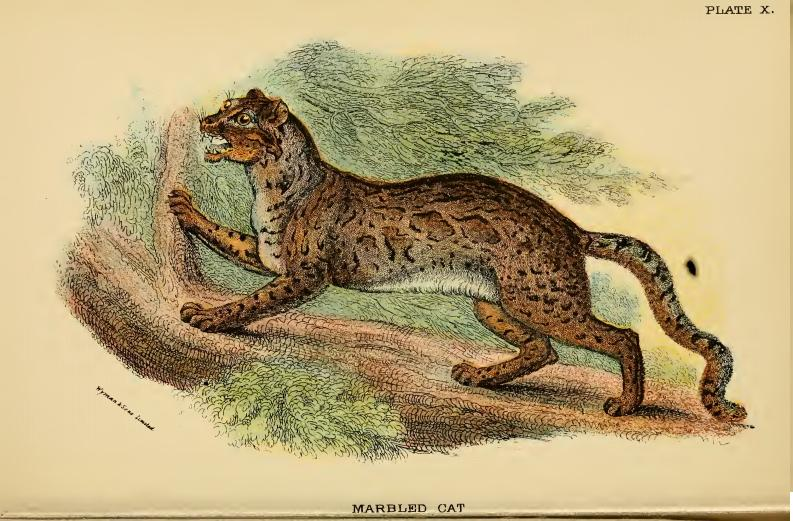